# Выше любви (альбом)
«Выше любви» — четвёртый студийный альбом российской певицы Варвары, вышедший в форме сборника лучших лирических композиций, записанных исполнительницей в разные годы и посвящённый матерям. Релиз пластинки состоялся 18 ноября 2008 года. На диске представлено 15 композиций. Также альбом включает три видеоклипа: «Сердце, не плачь», «Грёзы» и «Таял снег».

## Работа над альбомом
Поводом к составлению и выпуску альбома стал случайный прохожий, который, узнав Варвару на улице, подошёл к ней за автографом. Он слёзно умолял выслать ему посылкой диск с любимыми композициями, пояснив это тем, что в их краях с Интернетом проблемы, а всех альбомов в местных магазинах не найти. Вскоре после этой встречи певица заключила договор с компанией «AMUSIC».
Первоначально планировалось, что в альбом войдёт 12 композиций и 6 видеоклипов, но позже трек-лист был изменён. В диск вошло 14 композиций и три видеоклипа на песни, представленные на пластинке — «Сердце, не плачь», «Грёзы» и «Таял снег».
18 ноября 2008 года состоялся релиз альбома «Выше любви». Альбом «Выше любви» был собран из лучших лирических композиций Варвары, записанных исполнительницей в разные годы. Поэтому в альбом вошли 12 композиций из уже изданных альбомов певицы («Варвара», «Ближе» и «Грёзы») и две новых композиции — заглавная «Выше любви» и кавер хита «Memory» из мюзикла «Cats». 2 декабря альбом поступил в продажу.

## Реакция критики
| Оценки критиков | Оценки критиков |
| Источник        | Оценка          |
| --------------- | --------------- |
| Newsmusic.ru    | [ 3 ]           |
| KM.RU           | (положительная) |

Гуру Кен дал альбому положительную оценку. Прежде всего, журналист сравнил пластинку с работами группы «ВИА Гра»: «Слушая подборку баллад, невозможно избавиться от ощущения, что перед тобой альбом ВИА Гры». Гуру Кен считает, что «проигрывая ВИА Гре в изяществе и драматизме мелодий, Варвара берёт этничностью. Свежим духом русского и ирландского фолка, которым пропитаны почти все песни». Особое внимание журналист уделил заглавной композиции пластинки — «Выше любви». Журналист отмечает, что «песня продолжает линию пафосных мелодичных баллад с полностью электронным бэкграундом». Он считает, что «текст, как обычно, самый убогий, и едва ли не на компьютерной программе сверстанный. Но песня в целом производит весьма благоприятное впечатление».
Сергей Соседов из KM.RU посчитал, что альбом — «милая, симпатичная пластинка для тех, кто любит поп-фолк российского разлива». Все композиции с релиза журналист охарактеризовал как «мелодичные, красивые, распевные опусы о девичьей любви, печалях, радостях, снах, небесах, бабочках, мистических превращениях». Сергей отметил, что «наиболее сильное впечатление производят уже раскрученные на радиостанциях „Грёзы“, а также такие треки, как „Две стороны Луны“, „Выше любви“, „Тихо таял снег“, „На краю“, „Музыка Рождества“ и романтическое посвящение „самой себе“ – „Варвара“». Единственным минусом пластинки он посчитал включение в альбом кавер-версии песен Эндрю Ллойда Уэббера «Memory» из мюзикла «Кошки» и «Ave Maria» Дж. Каччини: «Эти произведения очень трудно исполнить лучше, чем сделали это великие певицы — предшественницы Варвары. И если уж ты берёшься за шедевры – петь их нужно так, чтобы все ахнули. Здесь же сенсации не случилось». Журналист считает, что «конёк Варвары, несомненно, лирические, воздушные песни» и «посоветовал исполнительнице попробовать создать медитативный репертуар – для релакса, упражнений по йоге, погружения в нирвану». По словам мужчины, в альбоме «певица демонстрирует прекрасные вокальные данные, особенно нежно и проникновенно звучит её голос в верхнем регистре и на субтоне. То отстранённо-прохладный, отрешённый, то по-девичьи тёплый, доверительный, он обладает лёгким гипнотическим воздействием».

## Список композиций
| №   | Название                 | Автор(ы)                             | Длительность |
| --- | ------------------------ | ------------------------------------ | ------------ |
| 1.  | «Выше любви»             | А. Покутный, В. Адаричев, Э. Мельник | 5:06         |
| 2.  | «Грёзы»                  | А. Орлов, А. Байдо                   | 4:03         |
| 3.  | «Варвара»                | А. Лунёв, Э. Мельник                 | 3:34         |
| 4.  | «Две стороны одной луны» | В. Молчанов, Э. Мельник              | 3:34         |
| 5.  | «Тихо таял снег»         | Б. Горбачёв                          | 3:40         |
| 6.  | «Сердце моё не плачь»    | В. Молчанов, В. Саповский            | 4:11         |
| 7.  | «Я живая»                | И. Корнилов, А. А’Ким                | 4:22         |
| 8.  | «Два сердца»             | А. Лунёв, И. Кокановский             | 4:07         |
| 9.  | «Бабочка»                | А. Шкуратов, А. Шкуратов             | 3:54         |
| 10. | «Прогони»                | В. Шемтюк, Э. Мельник                | 3:54         |
| 11. | «Я знаю»                 | В. Молчанов, И. Терентьев            | 3:02         |
| 12. | «На краю»                | В. Молчанов, А. Яцентюк              | 3:39         |
| 13. | «Музыка Рождества»       | А. Лунёв, О. Томашевский             | 3:10         |
| 14. | «Memory»                 | Lloyd Webber, Nunn T. Eloit T.S      | 4:03         |
| 15. | «Ave Maria»              | Дж. Каччини                          | 3:41         |

## Награды и номинации
| Год  | Награда              | Номинированная работа | Номинант             | Номинация     | Категория                                  | Результат |
| ---- | -------------------- | --------------------- | -------------------- | ------------- | ------------------------------------------ | --------- |
| 2003 | Песня года           | «Грёзы»               | А. Орлов, А. Байдо   |               | Диплом лауреата телефестиваля «Песня года» | Победа    |
| 2004 | Песня года           | «Таял снег»           | Б. Горбачёв          |               |                                            | Номинация |
| 2005 | Песня года           | «Варвара»             | А. Лунев, Э. Мельник |               |                                            | Номинация |
| 2008 | Премия «Русский Топ» | Альбом «Выше любви»   | Варвара              | Лучший альбом |                                            | Номинация |